# سیمون کالو
سیمون کالو (انگلیسی: Simon Callow؛ زادهٔ ۱۵ ژوئن ۱۹۴۹) هنرپیشه اهل بریتانیا است. وی از سال ۱۹۷۵ میلادی تاکنون مشغول فعالیت بوده است.
از فیلم‌هایی که وی در آن نقش داشته است، می‌توان به شکسپیر عاشق، آمادئوس، شبح اپرا، چهار عروسی و یک تشییع جنازه، جیمز و هلوی غول‌پیکر، کارت‌پستال‌هایی از لبه پرتگاه، آقا و خانم بریج، ایس ونچورا، جفرسون در پاریس، پدر خوب، چیزهای روشن جوان، ایگوانای آبی و خانه نایب الملک اشاره کرد.

## جوایز و افتخارات
- کاندیدای دریافت بفتای بهترین بازیگر مکمل مرد برای فیلم چهار عروسی و یک تشییع جنازه در سال ۱۹۹۴